# برنهارد مولر
برنهارد مولر هو ضابط سويسري، ولد في 9 مارس 1957 في سويسرا.